# 星咲英玲奈
星咲 英玲奈（ほしざき えれな、ELENA、1991年2月3日 - 、東京都港区在住）は、東京を拠点に活動するバラエティタレント（モデル芸人）、ファッションモデル、プロデューサー、実業家。兵庫県尼崎市出身。

## 概要
見た目はハーフだが、父母ともに日本人である。日本人離れした顔立ちと、底抜けに明るいトーク、変顔やオチのある関西弁トークで常に周囲の笑いを誘うスタイルが特徴。「人を楽しくさせ、笑わせたくてしょうがいないんです。小さい頃から声が大きく、人と違うことをするのが好きで、学級委員や生徒会をやるタイプでした。」と取材に語っており、モデル芸人という新しいジャンルを考案し、バラエティ番組やランウェイ、イベントMCなどで、モデルとしてのかっこよさと、芸人らしいボケや変顔を披露して活動している。
『世界中の人を笑わせて、世界を明るくすること』を生きる目標としており、芸名の”エレナ“はラテン語で”太陽、輝き“として、生きることに悩む人たちにとって太陽みたいな存在になることを目指して活動している。
社会問題、動物愛護への関心が高く、猫に人生を救われた経験から、保護猫団体と共に啓発・寄付活動を行うなど、保護猫団体への支援を継続している。平和への想いが強く、講演会や被災地支援などを通じて平和の大切さを呼び掛けている。
15歳の時ニュージーランドに渡り、1年間、自炊しながら現地の高校に通いネイティヴな英語を身につけた。料理もピザを生地から作るなどしてハマっていたとのこと。現地では日本のカレーが人気で、大量に作るが、自分の分が残らないというエピソードがある。立命館アジア太平洋大学に合格し、多国籍な校風の中で世界に人脈を広げ、日本語、英語、中国語を話すトリリンガルとなった。大学生の時突然「30歳まで生きられないだろう」と思い立ち、30ヶ国150都市以上を旅した。
”目が会えば皆友達”と日本人離れしたぶっ飛んだキャラクターが魅力。原因不明で治療法のない脳の病気や、出火元不明の火事などで3度死にかけたこともありながら、4度目の生かされた人生を、悩む世界の人々の太陽になりたいと2017年から芸能活動をスタート。ネタトークのストックは200個ともいわれ、2022年よりPositive講演会を開催し始め、『一度きりの人生を最高にする方法』を全世界に発信している。
オードリー・ヘプバーンの慈善活動に憧れて、ラミレス元監督と共にフィリピンのスラム街の子供たちへのボランティア活動を行ったり、母子家庭や障害者の方々へデッドストックとなった新品の洋服を寄付する活動のサポート、耳の聞こえない方を主演にした映画制作プロデューサーなど、自身の思い描く未来のため積極的にアクションを起こしている。

## 出演
- 日本テレビ/踊る!さんま御殿!!
- スカイA/ザコシ倶楽部
- 岩手めんこいテレビ/サタデーファンキーズ
- 花王地上波TVCM
- バンダイナムコVRZONE OSAKA公式イ メージモデル(地上波TVCM)
- 大阪中央区公式観光PR動画主演

## モデル活動
- Rakuten Fashion Week 2023ランウェイ
- Dr.stickイメージモデル
- Belletia Parisイメージモデル
- 心斎橋OPAヴィジョンモデル(動画CM)

## 掲載
- TV LIFE公式サイト　テレビ初出演の“モデル芸人”星咲英玲奈の顔芸にさんま脱帽『夏の超特大さんま御殿!!』[3]
- 神戸新聞NEXT　さんまも笑わせたモデル兼芸人の破天荒な半生　「あっ、亡くなったおじいちゃん」三途の川まで経験[4]
- グランプリ獲得のコツは自己ブランディングと自信！DRstickイメージモデルオーディショングランプリ、星咲英玲奈さんインタビュー[5]

## MC
- 第1回横浜国際映画祭 総合MC
- Bentley Osaka Exclusive Party MC
- Asia Front Art Show 日英MC
- Oasis Special event in 二条城 日英MC
- YouTube番組 KiKYUレギュラー MC
- チアーるTV　クロちゃんのライブでするしん!レギュラーMCアシスタント
- 渋谷クロスFM レギュラーMCアシスタント

## プロデュース
- モデル/歌手/俳優/インフルエンサー/MC/写真家/ヘアメイク/スタイリストなど一括して請負
- ポジティブ講演&モノマネショー (全国出張)
- 地方創生として島根県隠岐島にて、耳の聞こえない俳優やカメラマンと共に撮影する青春コメディ映画のプロデューサー (2025年4月公開予定)
- 地方創生/雇用創出を目的とした企画制作 (YouTube/イベント)

## 社会貢献活動
- 保護犬猫団体 啓発&寄付活動

猫の譲渡会のお手伝いを通して、子供ボランティアや、動物や人を含め、命の大切さの講演会も行っている
- ラミレス元監督と行くフィリピン・スラム街の子供たち野球ボランティア
- 能登半島震災復興ボランティア活動
- 日本政策学校 在学中 24期生
- 海外イベントVIPアテンド